# Guy XIV. de Laval
Guy XIV. de Laval (* 1407; † 2. September 1486 in Châteaubriant) war der erste Graf von Laval; darüber hinaus war er Baron von Vitré, Vizegraf von Rennes, Herr von Châtillon, Gavre (Westflandern), Acquigny, Aubigné, Courbeveille, Montfort, Gaël, Baron von La Roche-Bernard, Herr von Tinténiac, Bécherel und Romillé, Kastellan von La Brétesche, Herr von Lohéac und La Roche-en-Nort. Guy XIV. war gleichzeitig Vasall des Herzogs von Bretagne und des Königs von Frankreich.

## Familie
Guy XIV. ist der Sohn von Jean de Montfort († 1414), genannt Guy XIII. de Laval und Anne de Laval (1385–1466), somit durch seine Mutter ein Enkel von Guy XII. de Laval und Jeanne de Laval, der zweiten Ehefrau des Connétable Bertrand du Guesclin.
1430 heiratete er in erster Ehe Isabelle de Bretagne, Tochter von Herzog Jean VI.; Kinder aus dieser Ehe sind:
- François, der als Guy XV. de Laval sein Nachfolger wurde;
- Jean, Herr von La Roche-Bernard, † 1476;
- Pierre, † 1493, Erzbischof von Reims
- Yolande, † 1487, ⚭I 1443 Alain de Rohan, Graf von Porhoet (Haus Rohan); ⚭ II Guillaume d’Harcourt, Graf von Tancarville (Haus Harcourt);
- Jeanne, † 1498 ⚭ René I., Herzog von Anjou etc.;
- Hélène, † 1500 ⚭ Jean de Malestroit, Baron de Derval;
- Louise, † 1480 ⚭ Jean III. de Brosse, genannt de Bretagne, Graf von Penthièvre (Haus Brosse)

1450 heiratete er in zweiter Ehe Françoise de Dinan; aus dieser Verbindung stammen:
- Pierre, Seigneur de Montafilant, † 1475.
- François, † 1503; ⚭ Françoise de Rieux.
- Jacques, † 1502, Seigneur de Beaumanoir

## Biografie
Guy XIV. Wurde am Hof des Herzogs Jean V. erzogen und 1419 mit einer seiner Töchter, Marguerite, verlobt. Marguerite starb jedoch bereits 1427, so dass die Ehe nicht geschlossen wurde. Wohl in dieser Zeit ist ein von einem unbekannten Meister illuminiertes Stundenbuch entstanden, dessen namentlich nicht bekannter Künstler nach diesem Werk den Notnamen Meister des Guy de Laval erhielt. 1420, er war gerade 14 Jahre alt, war Guys der zweite, der die Unterschrift unter die Petition setzte, aufgrund der Arthur de Richemont, der seit der Schlacht von Azincourt 1415 in englischer Gefangenschaft war, freikam.
1424 begleitete er Richemont, als dieser von der französischen Königin Jolanthe von Aragón auf Schloss Angers empfangen wurde, um im Jahr darauf von König Karl VII. zum Connétable von Frankreich ernannt zu werden.
1429 schloss er sich der königlichen Armee an und damit Jeanne d’Arc und dem Herzog von Alençon, um an der Eroberung des Loiretals nach der Aufhebung der Belagerung von Orléans teilzunehmen. Als Stellvertreter des Grafen von Flandern (der identisch mit dem Herzog von Burgund und damit dem Anführer der Gegenseite war) nahm er im gleichen Jahr an der Krönung Karls VII. in Reims teil. Am gleichen Tag (17. Juli 1429) wurde die Herrschaft Laval zur Grafschaft erhoben. Guy XIV. blieb bis September 1430 in der Nähe des Königs, um im Monat darauf in Redon Isabelle de Bretagne, die einzige Tochter des Herzogs Jean VI. zu heiraten.
1439 nahm er an den englisch-französischen Vertragsverhandlungen in Gravelines teil. 1443 starb seine Ehefrau. 1447 brachte er einen Streit mit Herzog François I. vor das Parlement, nachdem dieser ohne seine Zustimmung versucht hatte, in Guys Baronie Vitré Soldaten auszuheben, ohne die Zustimmung Guys einzuholen. Das Parlement gab Guy recht. 1448/49 war er einer der Kommandeure beim französischen Feldzug in der Bretagne und der Normandie, der das Ende der englischen Herrschaft auf dem Kontinent besiegelte.
1440 hatte Guy XIV. die Verlobung seines Sohnes François (später Guy XV.) mit Françoise de Dinan, der Erbtochter von Jacques de Dinan zugunsten Gilles de Bretagne, einem jüngeren Sohn des Herzogs Jean V., aufgelöst. Gilles starb 1450 im Gefängnis, die Witwe war gerade 14 Jahre alt. Guy XIV., 43-jährig, trat seine Nachfolge an, die Ehe mit Françoise wurde noch im gleichen Jahr geschlossen, wobei er seinen 15-jährigen Sohn überging. Diese Ehe brachte dem Grafen von Laval die wichtigen Herrschaften Châteaubriant, Montafilant und Beaumanoir ein.
Im Jahr 1451 machte Guy XIV. auf der Staatsversammlung in Vannes Alain IX. de Rohan seine Rolle im Vorsitz streitig. Herzog Pierre II. entschied, als ihm der Streit vorgetragen wurde, dass Rohan der Platz links neben dem Herzog am ersten und den folgenden ungeraden Sitzungstagen gebühre, Laval an den geraden Tagen, und begründete dies damit, dass der Anspruch Guys auf die Baronie Vitré gründe, dessen Mutter als Besitzerin von Vitré aber noch lebe, er also nur als Erbe zu betrachten sei. Damit wurde aber auch entschieden, dass Guy XIV. nach dem Tod seiner Mutter (sie starb 1466) der erste Rang einzuräumen sei. Rohans Widerspruch gegen die Entscheidung führte zu ihrer Aufhebung durch Herzog François II. im Jahr 1460. Guys Appell an das Parlement in Paris scheiterte 1471, was die Auseinandersetzung aber nicht beendete. Wiederaufnahmen erfolgten vor dem bretonischen Rat 1476 und 1478, eine endgültige Entscheidung ist nicht bekannt.
1458 nahm Guy de Laval an der Parlamentssitzung in Vendôme teil, die über den Herzog von Alençon urteilte. Hier hatte er seinen Platz in der Reihe der Prinzen von Geblüt unmittelbar neben dem Grafen von Vendôme. 1463 etablierte König Ludwig XI. einen Rechnungshof in Laval, was erneut die Bedeutung des Hauses Laval unterstreicht, da dies zu dieser Zeit lediglich für den Herzog von Bourbon, den Grafen von Vendôme, den Grafen von Penthièvre, den Grafen von Nevers, dem Herzog von Bar, den Grafen von Dunois und eben für den Grafen von Laval galt.
1464 luden die französischen Fürsten Guy XIV. ein, sich an ihrem Bündnis gegen den König anzuschließen, doch Laval lehnte die direkte Beteiligung ab, schickte jedoch seinen ältesten Sohn François. 1467 bestätigte König Ludwig XI. dem Grafen von Laval die von seinem Vater konzedierten Rechte – und stellte sich damit gegen den Grafen Karl von Maine, der der Erhebung Lavals zur Grafschaft angesichts seiner eigenen Oberhoheit über die Herrschaft Laval widersprochen hatte, da er nun deren Gleichrangigkeit fürchtete. Darüber hinaus wurde Guy XIV. der Vorrang gegenüber dem Kanzler und den Bischöfen eingeräumt, womit er die gleiche Position bekam wie der Graf von Armagnac, der Graf von Foix und der Graf von Vendôme. 1481 trennte Ludwig XI. die Grafschaft Laval von der Grafschaft Maine ab und unterstellte sie direkt der Krone.